# Vega de Valdetronco (kommunhuvudort)
Vega de Valdetronco är en kommunhuvudort i Spanien.   Den ligger i provinsen Provincia de Valladolid och regionen Kastilien och Leon, i den centrala delen av landet, 180 km nordväst om huvudstaden Madrid. Vega de Valdetronco ligger 716 meter över havet och antalet invånare är 160.
Terrängen runt Vega de Valdetronco är platt. Runt Vega de Valdetronco är det mycket glesbefolkat, med 7 invånare per kvadratkilometer. Närmaste större samhälle är Tordesillas, 13,8 km sydost om Vega de Valdetronco. Trakten runt Vega de Valdetronco består till största delen av jordbruksmark.